# Dominikanerkloster Münzbach
Das ehemalige Dominikanerkloster Münzbach wurde von 1661 bis 1664 von Joachim Enzmilner auf dem Areal des 1654 abgebrannten Pfarrhofs von Münzbach im Bezirk Perg im Mühlviertel in Oberösterreich errichtet. 1784 wurde es aufgehoben. Das Bauwerk befindet sich nunmehr im Besitz der Gemeinde Münzbach.
Bei dem Gebäude handelt sich um ein dreigeschoßiges frühbarockes Bauwerk mit barocken Innenräumen zum Teil mit Stuckdecken. Es bildet mit der Pfarrkirche Münzbach eine enge U-förmige Anlage. Ein Prunkportal schließt den Hof ab.
2006 musste eine Notsanierung der Schornsteine und der Dachkonstruktion erfolgen. Der Kulturverein „Dominikanerkloster Münzbach“ bemüht seither sich um weitere dringend notwendige Sanierungsmaßnahmen.

## Geschichte

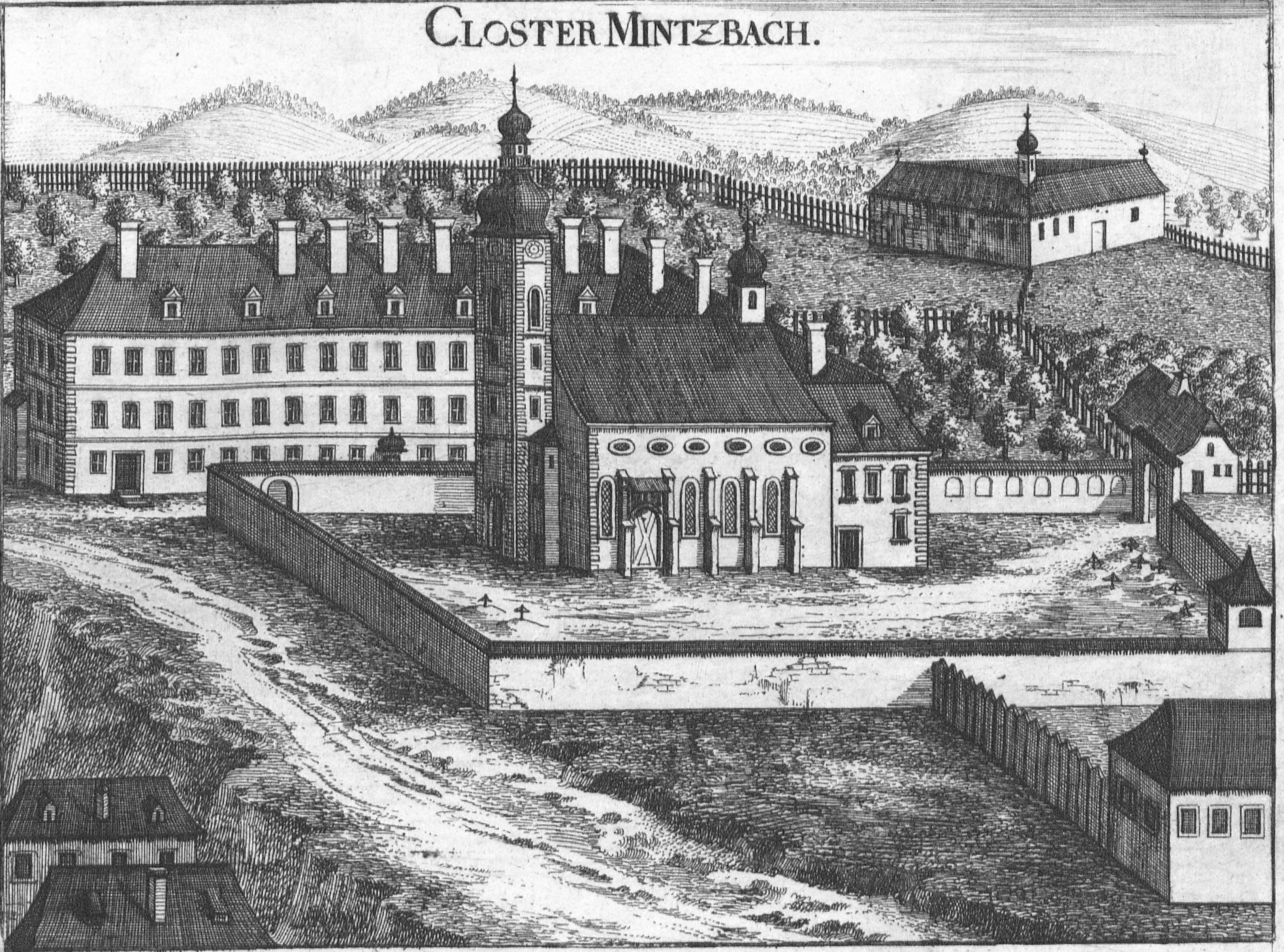
Dominikanerkloster und Pfarrkirche in Münzbach

Mit dem Erwerb der Pfarre Münzbach von den Schüttern im Jahr 1639 gehörte zu Enzmilners Besitz auch die Münzbacher Lateinschule und das Sankt Barbara Spital.
Am 4. Juni 1661 wurde der Grundstein für den Bau eines Klosters auf dem Areal des abgebrannten Pfarrhofs gelegt. Die Bewilligung wurde von den oberösterreichischen Landständen erst im Jahr der Fertigstellung 1664 erteilt. Der Bau kostete etwa 20.000 Gulden. Erster Prior wurde Vinzenz Hauser, dem bis zur Aufhebung am 9. Oktober 1784 weitere 25 Prioren folgten.
In dem Gebäude wurden zwölf Zellen nacheinander errichtet sowie ein großes unterkellertes Refektorium. Entlang der Zellen war ein langer Gang, durch den die Mönche in die Zellen und die Professoren durch eine eigene Tür in die daran angeschlossene Stiftschule kommen konnten. Zwei Hauptstiegen führten in die oberen Stockwerke, wo sich 18 Zimmer teils für Kranke und teils für geistliche Gäste befanden. Im geistlichen Chor hinter dem Hochaltar waren zwölf Chorstühle und in der Mitte eine kleine Orgel untergebracht. Daneben war ein eigenes Bibliothekszimmer. Zum Kloster gehörte ein großer Klostergarten.

## Ausstattung
Enzmilner erwirkte, dass Bischof Leopold Wilhelm von Passau am 12. September 1662 dem Kloster die Pfarre Münzbach einverleibte.
Weiters widmete Enzmilner dem Kloster die Pfarre Altenburg, einen vollständig eingerichteter Meierhof, mit Pferden, Rindern usw. und einem Teich sowie die Kirchhamerische Stiftung mit jährlich 600 Gulden und 6000 Gulden aus der Herrschaft Windhaag zum Unterhalt. Das Kloster war für neun Geistliche und drei Laienbrüder vorgesehen.
Die nun zum Kloster gehörende Pfarrkirche Münzbach wurde von Enzmilner in den Jahren 1664 bis 1669 neu gebaut, mit neun Altären und einer neuen Orgel mit sieben Registern ausgestattet.

## Pflichten
Die Dominikaner hatten gegenüber der Herrschaft Windhaag, nach dem Tod Enzmilners also gegenüber der Priorin des Dominikanerinnenklosters Windhaag eine Reihe von religiösen und weltlichen Verpflichtungen, unter anderem die Versorgung der Pfarren Münzbach, Altenburg und Rechberg, die Verwaltung der Schulstiftung samt Betrieb des Alumnats, die Aufsicht über die alte örtliche Schule, die Führung und Verwaltung des Sankt Barbara Spitals und anderes mehr.

## Aufhebung und Nachnutzung

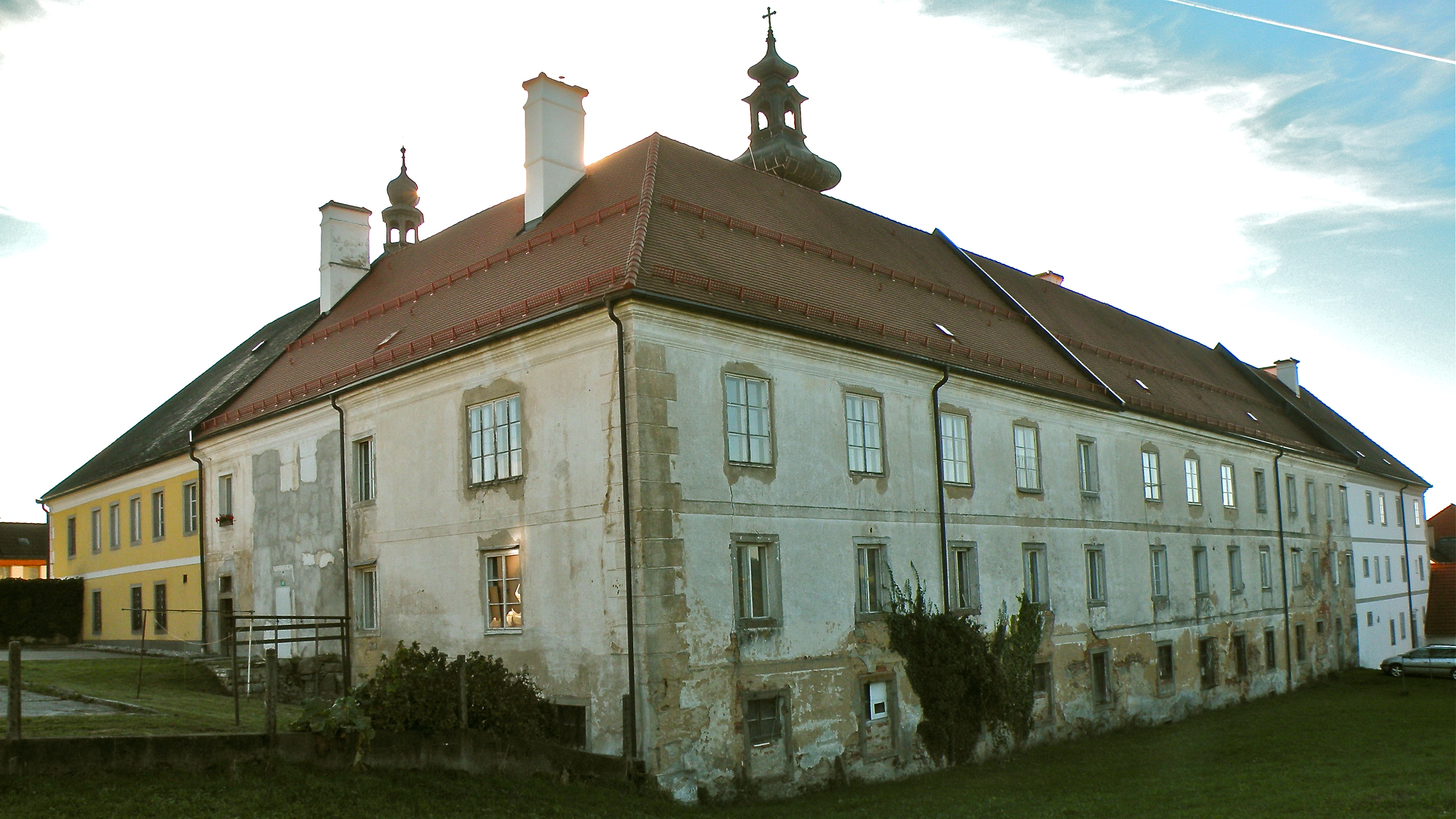
Sanierungsbedürftiges ehemaliges Dominikanerkloster Münzbach

Das Dominikanerkloster Münzbach wurde 1784 aufgehoben.
Danach wurde dort von 1784 bis 1849 ein Pflegeheim für Kranke aus Linz (Siechhaus Linz) von Linz mit etwa 130 bis 140 Kranken untergebracht. Die Anstalt galt wegen der Lage im Mittelgebirge, der reinen gemäßigten Gebirgsluft, des reinen Trinkwassers und der geräumigen hohen Krankenzimmer als eine der vorzüglichsten im Land ob der Enns.
Von 1856 bis 1967 dienten Teile des Gebäudes als Volksschule, der Mitteltrakt wurde zur Behebung der Wohnungsnot ebenfalls von der Gemeinde angekauft.
Im Bereich der ehemaligen Stiftsschule ist der Pfarrhof Münzbach untergebracht. Im zweiten Stock des Pfarrhofes ist eine Hostienbäckerei aus dem 17. Jahrhundert im ursprünglichen Zustand erhalten geblieben.
Für die Erhaltung des Gebäudes sind umfangreiche Sanierungsarbeiten notwendig. Teilweise mussten bereits Notsanierungen durchgeführt werden.

## Lateinschule in Münzbach
Die Kirchhammerische Stiftung war eine protestantische Stiftung zur Führung einer Lateinschule in Münzbach.
Georg Kirchhammer, ein Handelsmann, protestantischer Bürger aus Wien und Mitglied des äußeren Rates, stiftete durch Kapitalanlage von 22.000 Gulden Rheinisch bei den damaligen zwei evangelischen Ständen des Landes ob der Enns zu fünf Prozent Zinsen an, die einerseits für Stipendien zum Studium der protestantischen Theologie an Arme in Wien und andererseits für die Errichtung und Vermehrung des akatholischen Schulwesens verwendet werden sollten. Der Stiftsbrief ist vom 24. April 1591, der Schuldbrief der Stände vom 24. April 1593. Mit der Vollziehung wurde Lorenz Schütter von Klingenberg betraut, der in Münzbach ein protestantisches Privatschulwesen für Knaben errichtete, die nach seinem Tod 1599 von seinem Sohn Georg bis 1625 weitergeführt wurde.
Die Stiftung wurde 1625 im Zuge der Gegenreformation aufgehoben. Enzmilner vermittelte einen Vergleich mit den wieder zum katholischen Glauben zurückgekehrten Stiftern, den Schüttern von Klingenberg, und erhielt dafür 1641 das Patronatsrecht verbunden mit einer jährlichen Dotation von 600 Gulden für die Weiterführung der Schule.
Enzmilner verwandelte die protestantische Lateinschule in ein katholisches Alumnat für sechs Alumnen und übergab sie 1664 den Münzbacher Dominikanern, worüber am 8. Juni 1669 ein Vertrag errichtet wurde. Die Studierenden wurden von einem Rektor neben Religion im Lesen und Schreiben, Latein und Deutsch sowie in höherem Studium und in Musik von lebendiger Stimme und verschiedenen Instrumenten unterrichtet.
Rektoren waren:
- 1641 bis 1650 Michael Leonhard Hieber, geboren in Dinkelsbühl
- 1651 bis 1657 Martin Resch
- 1657 bis 1664 Johann Konrad Müller

Kantoren waren die Schulmeister der alten deutschen Schule von Münzbach.
Ab 1664 führten die Münzbacher Dominikaner die sechsklassige Schule, nach deren Absolvierung die Münzbacher Studenten in das nach dem Tod Enzmilners in Wien errichtete größere Alumnat zum Abschluss ihrer Studien kamen. Nach dem Tod Enzmilners übernahm die von ihm ins Leben gerufene Windhagsche Stipendienstiftung zunächst die Finanzierung dieser Studien.
Sowohl das Alumnat in Münzbach als auch jenes in Wien in der Bäckerstraße wurde von Kaiser Joseph II. 1783 aufgehoben und die Zinsen des Stiftungskapitals in Handstipendien umgewandelt. Der Kreis der Stipendienbezieher wurde später auf Studierende aus Großpoppen und Neunzehn im Waldviertel abgeändert. Die nach wie vor unter der Verwaltung der niederösterreichischen Landesregierung bestehende Stiftung vergibt ihre Stipendien nunmehr an Niederösterreicher.